# Germán Bernácer
Germán Bernácer Tormo (Alicante, 27 de junio de 1883-Playa de San Juan, Alicante, 1965) fue un economista y físico español, considerado uno de los padres de la macroeconomía. Desarrolló importantes teorías de gran influjo en el desarrollo de la ciencia económica del siglo XX. 
Fue un economista heterodoxo ya que no se alineó en ninguna de las corrientes clásicas o modernas de su época. Supo ver a tiempo hacia donde apuntaban las corrientes económicas del momento y enfrentarse a sus problemas reales apuntando soluciones capaces de resolver las crisis económicas endémicas y recurrentes. Precursor de Keynes, propone una reforma de las estructuras económicas y su regulación a través de la función del dinero. Cada uno de los temas tratados por él, aun siendo de muy diversa índole, aporta alguna novedad, sea al tratar la formación de los tipos de interés, el papel del dinero en la economía, la financiación, el desempleo o el tipo de cambio, aunque su especial interés lo centró en las cuestiones de tipo monetario. Políglota y divulgador científico, autor de libros, ensayista y articulista con una extensa lista de obras publicadas. Fue catedrático de la Escuela de Comercio de Alicante, catedrático de Física y Química en la Escuela de Altos Estudios Mercantiles de Madrid, y fundador y director del «Servicio de Estudios» del Banco de España.
| "La libertad, la eficacia, la justicia y la paz son los cuatros pilares sociales sobre los cuales debe asentarse la dicha de los hombres. Hay otras cosas que les son también necesarias, pero esas pertenecen a la intimidad de sus almas." -Libertad frente a Intervención. Real Academia de Ciencias Económicas y Financieras, Barcelona, mayo de 1960. Germán Bernácer . |

## Biografía
Germán Bernácer Tormo nació el 27 de junio de 1883 en Alicante, el mismo año en que también nacieron John Maynard Keynes y Joseph Alois Schumpeter, y el año en que murió Karl Marx.

A los catorce años inicia sus estudios de Peritaje Mercantil en la Escuela Superior de Comercio de Alicante. Una vez finalizados inicia los de Profesorado Mercantil, con tan brillantes resultados que en 1901 con tan solo dieciocho años, fue nombrado profesor auxiliar de la citada escuela.

Posteriormente, en 1905 obtiene el primer puesto en las oposiciones nacionales para Catedráticos y es nombrado titular de la cátedra de Tecnología Industrial (Física y Química) en su antigua Escuela de Alicante, convirtiéndose en el catedrático más joven de España.

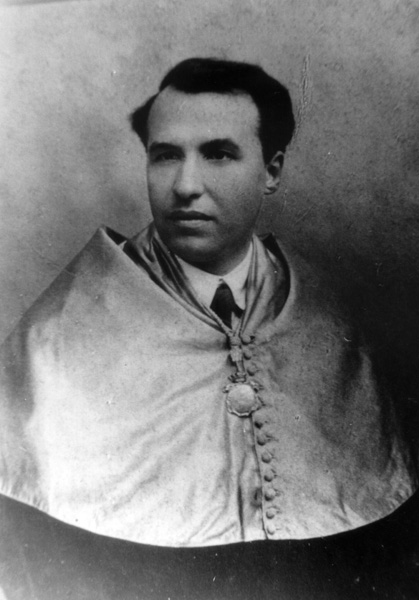
Germán Bernácer Tormo

En 1911 solicitó a la Junta para Ampliación de Estudios una beca que le permitió durante ocho meses investigar y estudiar en Francia, Bélgica, Alemania, Suiza e Italia, permitiéndole conocer cómo se impartían las materias de su cátedra en los más modernos sistemas educativos europeos, así como analizar las estructutas en el ámbito económico y administrativo de las grandes empresas. Descubrió las grandes mejoras que estaba generando el desarrollo industrial, así como algunos de sus aspectos negativos, especialmente los problemas sociales. Y todo ello le sirvió para confirmar que junto a la tecnología, el motor del desarrollo social de la humanidad era la economía. Ante esta nueva perspectiva, sacrificó su pasión primera por la Física por la de la Economía.
De vuelta a España se reincorpora como profesor en la Escuela Superior de Comercio de Alicante, de la que llegó a ser director y donde su hermano, Julio Bernácer —novelista y poeta—, también impartía clases. Igualmente ocupó el puesto de Secretario General de la Cámara de Comercio y del Ateneo.
En 1916, no sin muchas dificultades, publica su primera obra de economía: Sociedad y Felicidad, Ensayo de Mecánica Social, y pocos años después Interés del Capital, el problema de sus orígenes.
Toda su vida fue un constante y fértil desarrollo de sus conocimientos pluridisciplinarios, basados en un esfuerzo autodidáctico y en su pasión por la enseñanza. La lectura de Knut Wicksell y otros economistas le hizo profundizar en sus intereses en la economía, pero sin dejar de enseñar sus disciplinas básicas, Física y Análisis Químico. A la tarea de formar a los jóvenes en tales disciplinas añadió la creación del primer laboratorio de Física experimental que hubo en Alicante. En aquella época publicó dos obras de tecnología, relacionadas con su labor docente.
Fue miembro del consejo de redacción de la Revista Nacional de Economía, en la que publicaban los más prestigiosos economistas de la época.
En 1930 Germán Bernácer funda y dirige el Servicio de Estudios del Banco de España. Un año después, coincidiendo con el advenimiento de la II República Española, se traslada a Madrid al ser designado jefe del citado Servicio. Y en 1932 obtiene de nuevo por oposición la Cátedra de Física de la Escuela de Altos Estudios Mercantiles de Madrid.

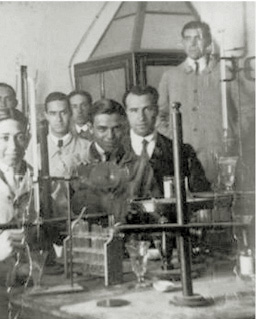
Germán Bernácer en el Laboratorio de Física de Alicante

Su cometido en el Banco de España, consistía en reunir información sobre las condiciones financieras de los mercados y proporcionar asesoramiento económico a los rectores del Banco Central para que las autoridades dispusieran de las orientaciones expertas para la toma de decisiones de política monetaria con eficacia y responsabilidad. Su labor en el Banco de España lo acreditó como un prestigioso experto.
En noviembre de 1936, siguiendo al Gobierno de la República, se trasladó la administración del Banco de España a Valencia, y con ella Bernácer. Posteriormente se desplazó a Barcelona. 
En 1940, terminada la Guerra Civil, reingresó como jefe del Servicio de Estudios del Banco de España, aunque se produjo un enfriamiento oficial alrededor de su persona. A partir de este momento se intensificaron sus relaciones con las más relevantes personalidades en la historia del pensamiento económico. Su obra influyó entre economistas anglosajones, franceses y alemanes. Como pionero de la ciencia económica moderna le solicitaron prologar obras, le invitaron a pronunciar conferencias y fue designado miembro de institutos y academias de ciencias económicas. Se han catalogado 255 títulos correspondientes a conferencias, libros y artículos en revistas de economía y periódicos escritos en español, italiano, alemán, inglés y francés, lenguas que hablaba y escribía correctamente.
Durante sus años de vida en Madrid, simultaneó la enseñanza de Física en la Escuela de Altos Estudios Mercantiles con su labor en el Banco de España, hasta su jubilación en 1955.
Falleció en Playa de San Juan, en 1965. Está enterrado, junto a su esposa e hija, en el cementerio de esta localidad.

## Perfil humano del Economista-Humanista
Desde niño mostró un incansable espíritu de observación, tanto hacia los fenómenos naturales como a las actividades humanas, su hermano Julio, en la obra Infantilia narra lo que parecía que iba a ser desde niño una constante en Germán: el sentido del estudio y de la observación y su vocación por la docencia manifestadas de forma precoz: "Siendo todavía muy niño, mi hermano, desde la azotea, iba nombrando las diversas constelaciones aprendidas en un planisferio celeste”.
Desde muy joven alterna el trabajo en el negocio familiar con su vocación por los estudios.
Con la crisis de principios del siglo XX, para ayudar a su familia, impartía clases particulares durante el día y estudiaba durante la noche. El esfuerzo y la inteligencia demostrarían, con Bernácer, el valor que poseen unidas ambas cualidades.

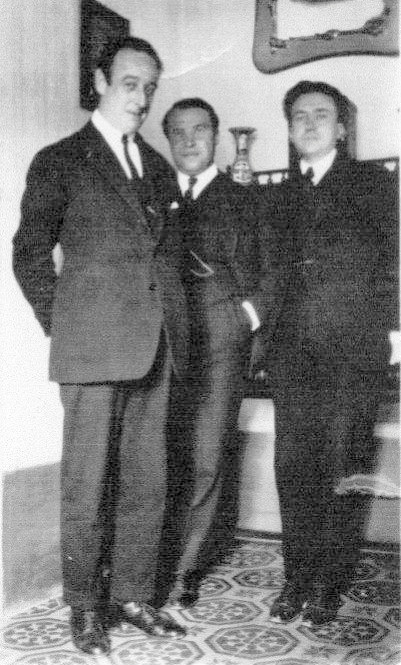
Germán Bernácer con Óscar Esplá y Agustín Irizar en 1918.

Bernácer fue el catedrático más joven en el escalafón con 22 años. A la sazón ya había aprendido francés, alemán, italiano e inglés, lo que le permitiría leer en su idioma original los libros y revistas que con gran esfuerzo se hacía enviar del extranjero y, más tarde, escribir artículos con destino a revistas de diversos países.
Cuando en 1911, solicitó a la Junta para Ampliación de Estudios una beca para ampliación de estudios en el extranjero, razonó su petición argumentando las carencias en las cátedras de nueva creación de Tecnología Industrial de las Escuelas de Comercio y la necesidad de estudiar los Laboratorios y Gabinetes de Física de las más renombradas Escuelas del extranjero, observando los sistemas de enseñanzas y los contenidos de sus programas. Simultáneamente se proponía visitar los grandes establecimientos fabriles y comerciales que se distinguían por su perfecta organización económica y administrativa y que convertían a la industria en un negocio productivo para el capital, permitiendo, a la vez, abaratar los productos.
En su petición indicaba literalmente como objeto del viaje: “ensanchar los conocimientos científicos del profesorado de la más elevada investigación, romper, por decirlo así, el caparazón de nuestra limitada cultura nacional para hacerla ascender a las superiores regiones en que luchan las primeras cruzadas del ejército de la ciencia...”; y añadía: “Hoy no hay fronteras para las ideas, y menos para las científicas...”
Esta experiencia fue determinante para su dedicación a la ciencia económica. Eran tiempos difíciles, de profundos cambios y significativas aportaciones teóricas y tecnológicas, en los que hubo una crisis económica internacional duradera, grandes huelgas ferroviarias, nuevas leyes de protección a los obreros, anexiones y guerras que preludiaban la de 1914. Es muy probable que aquella intensa y rica experiencia por Europa estimulara al joven profesor Bernácer a publicar en 1916 su obra Sociedad y felicidad, Ensayo de mecánica social.
Pertenecía a un grupo de jóvenes e inquietos alicantinos que llegaron a ser relevantes personalidades y que se llamaron entre sí ‘amigos-hermanos’. Además de Germán Bernácer (1883) y el escritor Gabriel Miró (1879), figuraban, entre otros, el compositor Óscar Esplá (1886), el arquitecto Juan Vidal (1888), el escritor Eduardo Irles (1883) y el periodista Emilio Costa (1882) que era director del Diario de Alicante, órgano de acogida y expresión de este grupo de amigos tan activos en la vida cultural de la ciudad.
Oscar Esplá contó en un artículo que en la tertulia de Eduardo Ortega y Gasset y sus amigos en la 'Granja del Henar', al citar las teorías de su amigo el economista Bernácer (prácticamente desconocido en España, por su autodidactismo y el carácter solitario de su investigación en ciencias económicas) Ortega reaccionó tajantemente manifestando que no creía en los genios agazapados en provincias; Esplá le prestó la obra de Bernácer Interés del capital, el problema de sus orígenes y al poco Ortega le dijo “Bernácer es una formidable cabeza pensante”. Con ese motivo fue Bernácer a Madrid y tomó contacto con el hermano del filósofo, dio una memorable conferencia sobre «La peseta enferma» y esto influyó sin duda en la nueva trayectoria de su vida pues al poco tiempo le llamó el Banco de España para crear y dirigir su Servicio de Estudios.
Cuando en 1931 Bernácer acepta la nueva plaza de jefe del Servicio de Estudios del Banco de España, lo hace argumentando que “el cargo por su naturaleza responde a mi vocación y a mis trabajos”. Una vez obtenida la plaza se traslada a Madrid.
Ya en Madrid encontró un ambiente propicio para sus estudios predilectos y también para satisfacer mejor sus aficiones e inquietudes culturales. Como anécdota que refleja su carácter tímido y las inquietudes intelectuales del grupo de amigos alicantinos, cuentan que el día de su boda, la novia hubo de esperar en San Nicolás de Alicante, pues Germán que se encontraba en casa de Óscar Esplá, no se atrevía a interrumpir a Ernesto Halffter que interpretaba al piano un concierto para varios amigos que habían de asistir a su enlace matrimonial con María Guardiola Costa, hija del político José Guardiola Ortiz.

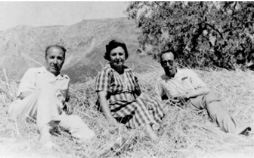
Germán Bernácer Tormo junto a su mujer, María Guardiola Costa, y Óscar Esplá en la Sierra de Aitana (Alicante) ca. 1950.

Además de especialista en Ciencias naturales fue un gran amante de la naturaleza. Las excursiones por la Sierra de Aitana de Alicante y sus estancias en la «Masía del Molí» de Benimantell, en el «Clot del Pí», frente a Guadalest y en su casita en la playa de San Juan, eran refugios de enriquecimiento espiritual en contacto con su tierra, amigos y familia.
En los escritos de Bernácer se advierte que no escapa a su análisis la vinculación de los fenómenos de la naturaleza vinculados a las paradojas de la desocupación, la superproducción y la crisis. Tampoco se despreocupó por los problemas sociales, con una atención preferente hacia la mejora de las condiciones de las clases desfavorecidas en lo cultural y en lo económico. Consideró necesario, según sus propias palabras, “la consecución del bienestar material, pero no como un fin en sí mismo, sino como un peldaño hacia la felicidad, que es un fin moral...”
La dedicación científica a la economía no le hizo descuidar la firmeza de sus juicios morales, cualidad que reforzó su amistad con el escritor Gabriel Miró, quien también mantuvo una gran exigencia ética. Nunca concluía sus análisis sin una aportación práctica y una meta posible. Historia y porvenir guiaban siempre su mente al servicio de la Humanidad.
Germán Bernácer murió en su casa de la playa de San Juan en 1965. En el «Despacho-archivo Germán Bernácer», donado por sus hijos a la actual Fundación Caja Mediterráneo en 1997 y que puede visitarse en la Sala de Investigadores de la Biblioteca de Económicas de la Universidad de Alicante, hay abundante documentación científica sobre el desarrollo de sus obras y testimonios de su hondo enraizamiento alicantino. Alicante era su lugar predilecto, su refugio espiritual.

## El Economista y sus Coetáneos

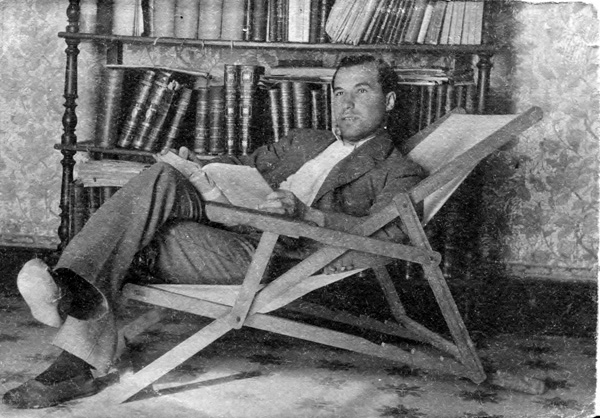
Bernácer en su despacho de la Playa de San Juan (Alicante)

A su regreso de su viaje de estudios por Europa, Germán Bernácer completó el manuscrito de su primera obra de economía que publicó, no sin dificultades, en 1916 cuando contaba solo 23 años, Sociedad y felicidad. Ensayo de mecánica social, que despertó gran interés entre los economistas alemanes y que contiene el germen de su teoría económica difundida en artículos y libros a lo largo de su vida, como en su segundo libro publicado Interés del capital, el problema de sus orígenes (1925).
Fue colaborador frecuente de revistas de economía en España, Alemania, Suiza, Inglaterra, Francia y Méjico, sin embargo no fue bien aceptado por los economistas españoles, poco inclinados en aquella época a apreciar la calidad de un compatriota en una ciencia desconocida en España y dominada por la literatura extranjera. La modestia de su carácter también fue ciertamente un obstáculo para la difusión de sus ideas. Su independencia política le perjudicó igualmente, sobre todo después de la Guerra Civil.
A pesar de la indiferencia de los economistas españoles, Bernácer mantuvo relaciones fluidas con numerosos economistas de talla internacional, sobre todo a partir de la publicación en 1922 de un artículo trascendental, titulado «La teoría de las disponibilidades como interpretación de las crisis económicas y de problema social», del que Bernácer había enviado un resumen en francés a los economistas más eminentes de la época (Keynes, Robertson, Hawtrey, Gide, Supino, Seligman, etc.).
A raíz de dicho artículo, que llamó la atención en el extranjero por tratarse de un nuevo enfoque para explicar los fenómenos económicos, recibió numerosos testimonios elogiosos y consultas, lo que le abrió las puertas para publicar fuera de España. De esa época datan los artículos en revistas de economía de Italia que prosiguió publicando a lo largo de su vida, así como su relación con los economistas alemanes, publicando trabajos en la revista Archivos de Economía, de Kiel. En Inglaterra se publicó una traducción al inglés de su trabajo, ya citado, «La teoría de las disponibilidades...» a partir del cual se inicia su relación con el profesor Dennis Robertson, colega de Keynes en Cambridge; impresionado por el citado artículo, publica en al revista Economica un artículo titulado «Una contribución española a la teoría de las fluctuaciones» en el que reconoce haber sido influido por el análisis dinámico de Bernácer, que inspiró su propia teoría expuesta en su obra Política bancaria y nivel de precios (1926); ambos mantedrían una abundante correspondencia, que culminó en Granada en 1954, donde ambos economistas se entrevistaron con ocasión de un congreso internacional. Testigos de aquel encuentro han señalado el caluroso recibimiento de Sir Dennis Robertson a Bernácer. Conceptos tratados en la correspondencia entre ambos economistas dieron origen a varios artículos. Bernácer replicó a las diversas objeciones de Robertson en su artículo de 1941 «La teoría monetaria y la ecuación del mercado». Posteriormente tendrá relación con los economistas norteamericanos. En Francia, más tarde, se publica la obra G, Bernácer, Heterodoxie en Science Economique por el profesor Henry Savall bajo el auspicio de la Recherche Scientifique (de la que existe una versión en español, de 1983, publicada por el Instituto de Estudios Alicantinos). En la Enciclopedia Larousse de Economía aparece una extensa síntesis de los trabajos de Bernácer, y artículos en francés a raíz de su relación con el Instituto de Economía Aplicada. 

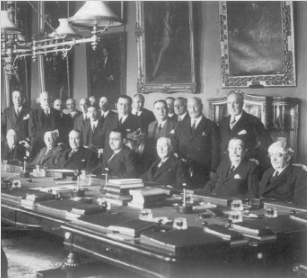
Sesión del Consejo del Banco de España sobre la estabilización de la peseta

La visita a Madrid del ministro alemán de Hacienda Dr. Schacht, probó que por encima de las corrientes políticas dominantes, la sabiduría de Bernácer era una necesidad para España. Para la reunión con Schacht en el Consejo Superior de Investigaciones Científicas se habían escogido a diez o doce personalidades españolas. No figuraba inicialmente en la relación el español Germán Bernácer, pero el economista alemán, conocedor de sus trabajos reclamó su presencia. La participación del español en el coloquio originó un vivo debate en alemán. Cuando Schacht, por razones de oportunismo político, quiso destacar las excelencias del patrón oro, combatió Bernácer con sólidos argumentos la vuelta a este patrón, haciendo comprender que Alemania había salido de la depresión mundial gracias a una política expansiva cuya realización habría sido imposible con el patrón oro que el economista alemán defendía.
A raíz de la progresiva salida de los economistas de la Escuela de Viena hacía los países de habla inglesa y principalmente a Estados Unidos, en la década de los 40 el economista alicantino debió orientarse al inglés como idioma más propicio para la difusión de sus ideas. Además de Dennis Robertson, Bernácer mantuvo relación con el economista Henry Wallich, de la Universidad de Yale, y miembro del Fondo de Reserva de EE. UU. lo visitó varias veces en Madrid y publicó referencias elogiosas de Bernácer en importantes publicaciones norteamericanas. Manifestó textualmente que la obra de Bernácer “era un monumento” en su comentario sobre un nuevo libro de Bernácer Una economía libre sin crisis y sin Paro (l955). Posteriormente vino a Madrid el austriaco Gottfried Haberler, de la Universidad de Harvard, autor del libro Prosperidad y depresión en cuyo prólogo hace elogios al economista español y lo invitó a escribir un trabajo importante sobre sus teorías para publicarlo en EE. UU. Este le envió el artículo titulado «Money and Freedom». En una nueva visita, Haberler, objetaba algunos conceptos de Bernácer que estimaba no ser adecuados para el público americano, y lo invitaba a introducir algunos cambios. Esto no fue aceptado por Bernácer que decidió entonces publicar el trabajo en la revista Kyklos de Suiza, en inglés. Desgraciadamente Bernácer murió sin haber podido publicar sus obras más notables en los EE. UU. lo que consideraba esencial en vista de las políticas económicas predominantes que encontraba equivocadas para el progreso social.
Célebres economistas que sintieron admiración por Bernácer destacaron su gran categoría intelectual. Emilio de Figueroa, catedrático de la Universidad Complutense, decía en 1983: “con motivo de un viaje a Roma conocí allí al famoso economista francés Jacques Rueff, quien al saber que yo era español, me dijo: España puede sentirse orgullosa de tener un hombre como Monsieur Bernácer”. Y más tarde, visitando la Universidad de Yale, en los Estados Unidos de América, el entonces jefe de los asesores económicos del presidente norteamericano y gobernador de la Reserva Federal de los Estados Unidos, profesor Henry C. Wallich me dijo: “El profesor Bernácer, en la teoría monetaria, se ha adelantado a Lord Keynes y a muchos otros economistas de su época”.

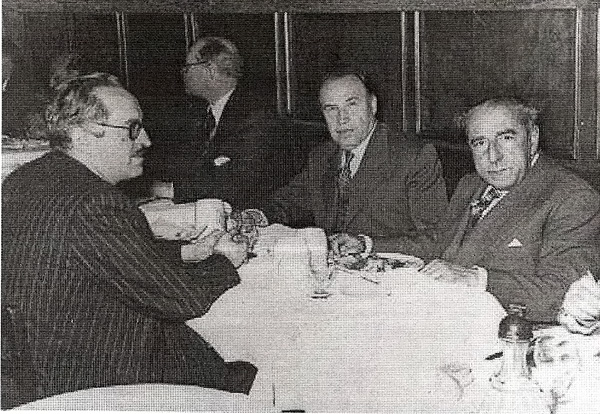
Bernácer con los matemáticos Julio Rey Pastor y José Gallego Díaz

A inicios de los años 50, los grandes de la economía y la banca de entonces —Larraz, Arteche, Herrero, Ignacio Villalonga, Garnica...—, inquietos por la perspectiva del Mercado Común Europeo, encomendaron a Bernácer el que sería el ensayo más sustantivo de los estudios sobre la unidad de Europa, que tituló «La doctrina del gran espacio económico» (1951). Fundía en él historia y futuro, afirmando con visión avanzada que el espacio de España estaba en Europa, dentro de una comunidad europea semejante a la ya establecida en el modelo de la Comunidad del carbón y del acero, lo más amplia posible, con librecambio y con convenios especiales para los productos agrícolas. En 1955 la Editorial Aguilar publicó una de las obras fundamentales de Bernácer, Una economía libre, sin crisis y sin paro.
Bernácer además mantuvo intercambio de correspondencia sobre temas doctrinales con el economista austriaco Friedrich Hayek (más tarde premio Nobel de economía), quien lo visitó en Madrid en varias ocasiones, exponiendo posteriormente en Cambridge y más tarde en EE. UU. algunas de las ideas del economista español. También con Howard S. Ellis, del Federal Reserve Board (USA); A.W. Marget (University of Minesota, USA); Per Jacobson (F.M.I); J.W.Angell (University of Columbia, USA); Fritz Machlup (Washington, USA), Montgomery D. Anderson y Virgil Salera (University of Florida, USA); Gottfried Haberler (University of Harvard, USA); Henry Wallich (University of Yale, USA y Banco Central de Reserva de EU), quien lo visitó en Madrid varias veces; Cainilo Supino (Universidad de Milán); F.di Finizio (Italia); W.Hoffman y A. Predoll (Instituto de Economía Mundial, Kiel, Alemania); Johan Akerman (Suecia), quien se encontró varias veces con Bernácer en Madrid; Erich Schneider (Universidad de Arhus, Dinamarca); Emil Küng (Universidad de Zúrich, Suiza); L. Baudín (Instituto de Francia); Henri Guitton (Universidad de París); François Perroux (College de France), quien invitó a Bernácer a dar una conferencia en París (ISEA) en 1952 y le propuso como miembro correspondiente del Instituto de Economía Aplicada; André Piattier (Ecole Pratique de Hautes Études, Francia); Jaques Rueff del Instituto de Francia, quien inició una frecuente relación personal con Bernácer cuando el economista francés colaboraba en la organización de la naciente 'Comunidad Europea del Carbón y del Acero', precursora del Mercado Común Europeo, etc.
Debe señalarse que las teorías de Keynes tienen un parentesco muy cercano con el análisis de Bernácer contenido en su artículo de 1922, pero la relación Keynes-Bernácer fue puntual, evidentemente ambos conocían sus obras, tal como expone Arturo Pina González en su artículo «El español y la ciencia económica. Keynes (1883-1946) en Madrid», donde narra cómo el catedrático de Historia de las Doctrinas Económicas de la Universidad de Madrid José Piera Labra presenció el encuentro entre Bernácer y Keynes, durante la conferencia que este último pronunció en la Residencia de Estudiantes bajo el título «Posible situación económica de nuestros nietos», en 1930. Donde Keynes le llamó «maestro» a la vez que les decía a los asistentes que la obra de Bernácer le había «iluminado y abierto nuevos caminos» a su pensamiento. Comentarios con los que Keynes se estaba refiriendo a «La teoría de las disponibilidades...» de Bernácer.
El artículo de 1922 es fundamental, pero Bernácer publicó numerosos artículos y libros importantes, que jalonarán la elaboración de su teoría:Interés del capital, el problema de sus orígenes (1925); La doctrina funcional del dinero (1945); La doctrina del gran espacio económico (1953); Una economía libre sin crisis y sin paro (1955); Estudios sobre la unidad económica de Europa: España y las Comunidades Económicas Europeas (1961). Desde los mercantilistas del siglo XVI, hasta Bernácer, España no había dado un gran teórico de la economía.

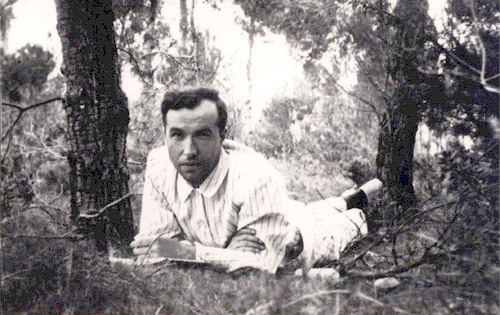
Germán Bernácer Tormo en la sierra de Aitana donde desarrolló la Teoría de las Disponibilidades

Otra muestra del interés pluridisciplinario de Bernácer fue su colaboración en el proyecto científico del Instituto de Cálculo de la Sociedad Española de Matemática Aplicada, creación del matemático Rey Pastor en 1955. En una época en que el nivel matemático del país dejaba mucho que desear, donde el análisis numérico y la matemática aplicada apenas existían, nació este proyecto con el fin específico de poner la matemática al servicio de la ciencia y de la técnica. En este centro se obtuvieron excelentes colaboraciones de matemáticos de la época como José Gallego Díaz, José Antonio Estrugo y Vicente Roglá, entre otros. De esta colaboración existen varias publicaciones de Bernácer, un artículo de econometría «Economía métrica» y otro de Teoría económica «El profesor Hansen explica a Keynes» en la revista Arquímedes, órgano del Instituto de Cálculo.
El Premio Nobel de Economía fue instituido en 1969, cuando Germán Bernácer ya había fallecido. El primero fue concedido a Ragnar Frisch y Jan Tinbergen por el desarrollo y aplicación de modelos dinámicos al análisis de los procesos económicos, teorías que con admirable anticipación desarrolló Bernácer. Es probable que, de haber vivido, Bernácer, por la extensión, originalidad y universalidad de su obra, y por el reconocimiento de los más eminentes economistas europeos y norteamericanos, hubiese sido el primero en merecer el premio de la Real Academia sueca de Ciencias.

## Conceptos Básicos sobre su Obra

### Principios Básicos de su Modelo económico[2]
Germán Bernácer puede ser considerado como el primer y principal economista monetarista en lengua española desde la época de la «Escuela de Salamanca» en el siglo XVI. En su obra Sociedad y felicidad. Ensayo de mecánica social (1916) se percibe la influencia de su formación como físico en el estudio de los aspectos económicos de la vida en sociedad, particularmente en lo que se refiere a su distinción entre »la estática y la dinámica de la riqueza» en el análisis de ‘problemas sociales» tales como ciclos económicos y desempleo. Posteriormente, algunas de las principales ideas presentadas de manera incipiente en este estudio fueron más ampliamente desarrolladas por Bernácer en otras dos de sus publicaciones. En su artículo de 1922 «La teoría de las disponibilidades...» introdujo en la literatura económica el concepto de «disponibilidades» o «fondos disponibles» y sus implicaciones en el tratamiento de la demanda de dinero y las dinámicas monetarias. En su obra de 1925 Interés del capital. El problema de sus orígenes presentó un nuevo planteamiento con respecto a los orígenes y determinación del interés como variable que se determina fuera del sistema de producción. Con su publicación de 1945 La doctrina funcional del dinero, cuando ya era conocido en el mundo anglosajón, reafirmó sus bases teóricas y la metodología de su enfoque de la economía monetaria. En su obra de 1951 La doctrina del gran espacio económico escribió sobre la integración económica y la economía geográfica y en su libro de 1955 Una economía libre, sin crisis y sin paro realizó una recapitulación de sus ideas sobre dinámica y reforma económica.

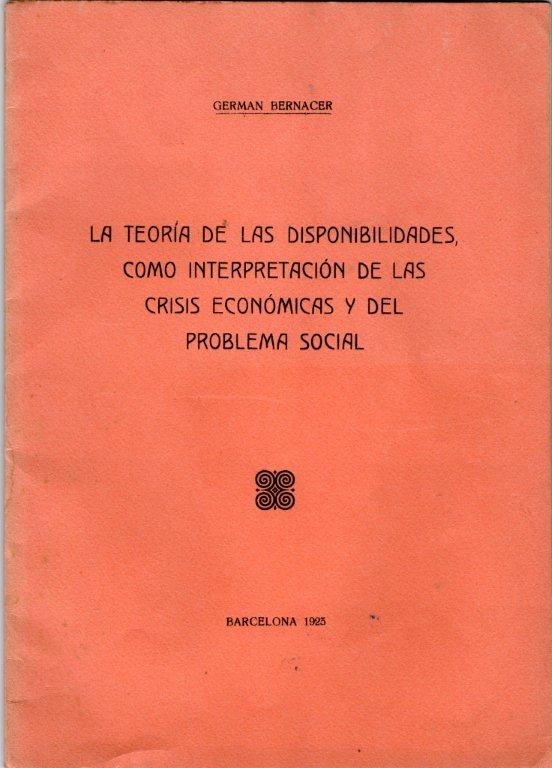
La Teoría de las Disponibilidades, una de las obras claves de Germán Bernácer

La aportación más importante de Bernácer a la economía es su análisis sobre la función desempeñada por el dinero en la determinación de las variables económicas tales como renta o ingresos, empleo, tasa de interés y tipo de cambio. Introdujo el concepto de la existencia de un «desfase» entre renta o ingresos recibidos y desembolsados, lo que constituyó el punto de partida de su estudio sobre el desequilibrio global del mercado de bienes. La idea del desfase de Bernácer probablemente influyó en el conocido desfase de Robertson relativo a ingresos recibidos y disponibles.
Partiendo de su concepto de ‘disponibilidades’ se desprende que, si a las ‘disponibilidades existentes al comienzo del período económico’ ( A ), se les agregan los ‘ingresos recibidos durante el período’ ( R ) obtendremos el límite superior de la ‘demanda efectiva’ ( A + R ). Los balances monetarios los clasifica funcionalmente en tres niveles según su grado de disponibilidad; ( i ) la demanda monetaria de las familias para el consumo; ( ii ) la demanda monetaria de los empresarios para el desarrollo de sus empresas, y ( iii ) los nuevos ahorros que no han sido invertidos por sus propietarios. Bernácer empleó el término ‘disponibilidades’ o ‘fondos disponibles’ para referirse a estas dos últimas categorías. Con el fin de determinar el flujo de la ‘demanda efectiva’ ( D ) es necesario restar de ( A ) la cantidad de ‘disponibilidades remanentes al final del período’ ( A’ ) lo que da como resultado la ecuación ( R + ( A – A’ ) = D ), o bien, puesto que ( R ) es idéntico a ‘Producción’ ( P ), la ecuación resultante es ( P + ( A - A’ ) = D ). Esta última ecuación demuestra que existe equilibrio global (es decir, que la Producción es igual a la demanda efectiva por lo que la producción se comercializa al precio esperado) si la cantidad de disponibilidades es la misma al comienzo y al final del período ( Δ A = 0 ). La clave de la teoría economía monetaria de Bernácer es su idea de que las decisiones de los gastos de los agentes económicos (tanto empresas como familias), en cualquier período de tiempo, están condicionadas por la cantidad de los recursos que poseen al inicio de dicho período. Bernácer fue probablemente el primero en introducir este importante concepto, que posteriormente sería conocido como ‘cash-in-advance constraint’, en los modelos económicos desarrollados en la década de los 60.
El enfoque de Bernácer del ciclo económico se basa en la distinción entre la ‘circulación productiva’ del mercado de bienes que determina el nivel de precios y la ‘Circulación especulativa’ o ‘Circulación Financiera’ del mercado de ‘Valores de Renta’ o activos rentables donde se determina la tasa de interés. Distinciones similares entre mercados globales, tanto de flujos de capital como de mercancías, serían posteriormente desarrollados y presentados en los modelos macroeconómicos de John Hicks (IS-LM model), James Tobin y otros. La interacción entre estos dos mercados explica las fluctuaciones entre la renta o ingresos y el empleo expuestas en el esquema conceptual de Bernácer. La utilización de las ‘disponibilidades’ para comprar ‘valores de renta’ en el mercado financiero o especulativo no modifica la condición de las ‘disponibilidades’ porque éstas se mantienen disponibles en manos de los vendedores de activos. Por otro lado, el uso de las ‘disponibilidades’ para adquirir bienes de consumo y nuevos bienes de capital provoca un cambio en su grado de disponibilidad, puesto que se convierte en un ingreso monetario para los individuos involucrados en la producción de bienes. Esto constituye la ‘demanda efectiva’, opuesta a la ‘demanda potencial’, ya que no implica un cambio de liquidez. El equilibrio global puede así ser descrito como la igualdad entre el ahorro y la inversión que se produce cuando el flujo del ahorro no está dirigido a la adquisición de ‘valores de renta’. Las fluctuaciones de la Economía son el resultado de los efectos opuestos que los cambios en las ‘disponibilidades’ producen en el nivel de precios y la tasa de interés. Cuando el ( Δ A ) es negativo en la fase ascendente de la economía (períodos de recuperación), los precios de los bienes de consumo son más elevados que lo previsto y, considerando que los sueldos y salarios están temporalmente determinados, los empleadores verán aumentar su ‘beneficio remanente’. El consiguiente estímulo a la producción y el empleo se detendrá si, debido al impacto de una creciente escasez de ‘disponibilidades’ en el ‘mercado especulativo’, la tasa de interés se eleva y el ahorro paulatinamente se orienta hacia dicho mercado. De este modo, ( Δ A ) se transforma en positivo, lo que explica el punto de inflexión superior del ciclo económico. Durante la fase descendente de la economía o período de recesión, la caída inesperada de los precios produce pérdidas que contribuyen, junto con la restricción que supone a las empresas la reducción en la liquidez, a una contracción de la producción y del empleo. La depresión se caracteriza por un ‘paro forzoso’ (o involuntario) generalizado, lo que no se resuelve mediante una reducción de salarios, puesto que sueldos más bajos provocarán una caída mayor en la demanda futura de bienes de consumo y la consiguiente reducción de precios.

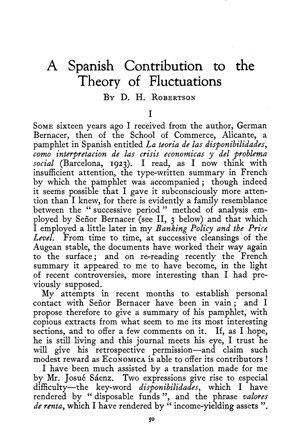
Artículo de Robertson «Spanish Contribution to the Theory of Fluctuations»

El factor principal de la teoría de Bernácer sobre el ciclo económico no es la variabilidad de la demanda de inversión por parte de los empresarios, sino de las decisiones de los ahorradores en la manera de distribuir sus ‘disponibilidades’ entre la adquisición de nuevos bienes de capital en el mercado de bienes o de antiguos activos en el mercado especulativo. El sistema bancario y crediticio son secundarios en el modelo de Bernácer, siendo esta, la principal diferencia con la conocida distinción Wicksell entre las tasas de interés ‘naturales’ y las de ‘mercado’. La explicación de Bernácer al desequilibrio macroeconómico se basa en otro tipo de divergencia, la generada por la diferencia entre el tipo de interés determinado por la tasa de rentabilidad esperada de los nuevos bienes de capital y el tipo de interés determinado por los correspondientes beneficios de los ‘valores de renta’ en el mercado especulativo. La idea de que la tasa de interés se determina fuera del sistema de la producción vigente es de la mayor importancia en el modelo teórico de Bernácer. Argumentaba que la tasa de interés no está determinada por la escasez de bienes de capital en sí, sino por la escasez de las disponibilidades. Sin embargo, considerando la identidad entre ingresos globales y producción, la tasa de interés no puede ser determinada simplemente por el ahorro y la inversión; si las ‘disponibilidades’ fueran utilizadas solamente para adquirir la 'producción corriente' (de bienes de consumo y de capital), el flujo del ahorro sería necesariamente idéntico a la producción de los nuevos bienes de capital, sin que por ello haya escasez de ‘disponibilidades’ en dicho mercado. La tasa de interés solamente puede ser positiva si se genera una escasez de ‘disponibilidades’ debida a la posibilidad de su utilización fuera del sistema de producción, es decir, en el mercado especulativo. Según Bernácer, el problema del origen y determinación del interés radica en la búsqueda de un activo capaz de lograr una renta ‘libre’, sin ningún costo de producción. Y lo encontró en la tierra (en el sentido amplio de la palabra: tierra agrícola, urbana, incluso las minas), no por su productividad, sino porque tiene un precio que puede ser canjeable por otros activos mediante el dinero. En particular, la tasa de interés es la variable determinada en la ecuación que relaciona su valor con el precio y la renta de la tierra. La tierra no constituye capital y su adquisición no representa una inversión real puesto que el dinero queda disponible; por lo tanto, Bernácer explicó cómo la capacidad de la tierra para producir renta se traspasa a otras utilizaciones de dinero, especialmente a 'nuevos bienes de capital', mediante el equilibrio entre las rentabilidades marginales de los antiguos y nuevos activos del mercado. Sin embargo, como lo señaló Bernácer, dicho mecanismo no puede funcionar si la rentabilidad de la inversión en nuevos bienes de capital cae a cero, o por debajo de cero, durante las depresiones (lo cual no puede suceder a la tierra y a 'otros activos rentables'). Después de haber expuesto las bases de su teoría sobre el interés en 1916 en Sociedad y felicidad. Ensayo de mecánica social, Bernácer advirtió varias similitudes con lo que Bôhm-Bawerk solía llamar «frutification theory» del interés de Turgot, pero señaló que, en contraste con el planteamiento de Turgot, el suyo no estaba establecido en un marco fisiocrático.
Con posterioridad a la publicación del artículo de Robertson en 1940, Bernácer afirmaría que su enfoque dinámico de la economía monetaria introducida en su ensayo de 1922 fue la fuente de inspiración de la formulación de Robertson en 1926 y, a través de éste, de las ‘ecuaciones fundamentales’ de Keynes en 1930 (Tratado sobre dinero). A pesar de que hay razones para justificar la reclamación Bernácer, cabe señalar que las conclusiones sobre política económica que él expuso en su marco teórico están muy alejadas de las preconizadas por Robertson o Keynes. Bernácer fue crítico con respecto a políticas de estabilización, tanto fiscales como de tipo monetario, debido al efecto desplazamiento y al impacto de los cambios monetarios en los precios. En su lugar, él piensa que el mercado es una institución esencialmente eficiente, excepto por la existencia del mercado especulativo para los activos rentables, lo que mantiene a la economía en un estado crónico de desempleo. La solución propuesta por Bernácer es suprimir ese mercado impidiendo por ley la venta de la tierra y, por este medio, bajar la tasa de interés a cero. A pesar de que esto es, en cierta medida, una reminiscencia de las propuestas de reforma de Henry George en el siglo XIX, es necesario señalar que Bernácer no estuvo de acuerdo con las reformas sobre impuestos de George, ni tampoco con sus planteamientos sobre las fluctuaciones económicas y la determinación del interés. Es probable que las ideas idiosincráticas de Bernácer, como también su rechazo a las políticas de estabilización macroeconómica, contribuyeron a desviar la atención acerca de la profundidad de su teoría económica y a explicar su relativa falta de influencia en España a lo largo de su vida.

### Su Visión de la CEE[3]

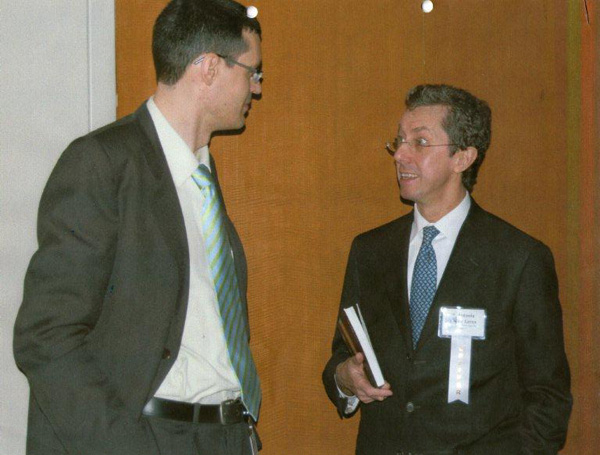
Enrique Martínez García (Reserva Federal USA) y Antonio Lacea Flores de Lemus (Comunidad Europea) en la presentación de la reedición de 'Functional Doctrine of Money' en 2009 en Washington

A medidos del siglo XX, Germán Bernácer, realizó un arduo análisis de las posibilidades de éxito y de fracaso de un Mercado Común Europeo, reflejando sus conclusiones en varios artículos de divulgación para el gran público, como su artículo «Riesgo y Ventura del Mercado Común» en la revista Informaciónde Bilbao (1958). En el que concluye que esta nueva modalidad de comercio internacional ya se había ensayado con anterioridad en la forma de las uniones aduaneras del librecambismo, suprimiendo las aduanas interiores y manteniendo los aranceles de importación, y comparándolo con la idea naciente del Mercado Común Europeo, la única diferencia entre aquellas y ésta estaba en aquellas solía preceder la unidad política a la económica, pero el éxito del Benelux, afianzó la nueva idea.
Bernácer apunta que el modelo puede desvirtuarse inicialmente si los países miembros aspiran a conseguir condiciones de anexión ‘a medida’, frenando la mejora general y recíproca que inicialmente se pretende. El punto sobre el que más incide Bernácer es sobre la posibilidad de desarrollo de una gran crisis, ya que aunque estas son ajenas al sistema de ordenación comercial con el nuevo modelo de mercado, éstas sí serán más intensas, poniendo como ejemplo la Unión Norteamericana y su gran crisis de inicios del siglo. Consideró que antes del desarrollo de los medios financieros en el siglo XVIII, las crisis tal como las conocemos hoy en día, eran un fenómeno desconocido, existían crisis agrarias, pero de una naturaleza y efectos muy diferentes a las actuales. Este hecho consideraba fue el origen del proteccionismo, donde una economía simplemente se protege de sus competidores, originando la creencia de que el desarrollo de una nación pasa por el infradesarrollo de las demás naciones. Por lo que concluye que el desarrollo de un mercado común solo puede tener éxito si los participantes asumen la idea de que el comercio es benéfico para ambas partes que lo realizan, y en consecuencia hay que abrirle las puertas y quitarle las trabas. Nunca hizo referencia alguna a la conveniencia de una moneda única, que todavía no había sido establecida.
Sus reflexiones sobre las políticas económicas keynesianas muy en boga en aquellos momentos, le indujeron a vaticinar a mediados del siglo XX que una gran crisis económica mundial se produciría a principios del siglo XXI.
| “Buscan las naciones la manera de eludir el mal que las aqueja y creen hallarlo momentáneamente en tarifas aduaneras, en cambios políticos, en expansiones mercantiles, en conquistas coloniales, que no hacen sino encender el odio y la rivalidad entre los pueblos y los hombres, promover guerras, huelgas, disturbios sociales, revoluciones políticas y otros cruentos males, que son manantiales de nuevos dolores y obstáculos al progreso moral de la Humanidad.” «La Teoría de las Disponibilidades como interpretación de las Crisis Económicas y del Problema Social», Alicante, octubre de 1922. Germán Bernácer . |

## Obra
Relación de la mayor parte de la obra de Germán Bernácer Tormo.

### Libros
- Sociedad y Felicidad. Ensayo de mecánica social. Madrid: Francisco Beltrán, imp. 1916. p. 582. OCLC 644487049.
- Interés del capital. El problema de sus orígenes. Alicante: Edición lucentum, imp. 1925. p. 252. OCLC 40129681.
- La doctrina funcional del dinero (1ª edición). Madrid: Instituto de Economia Sancho de Moncada. 1945. p. 364. OCLC 683353039.
- La doctrina funcional del dinero (2ª edición). Madrid: Consejo Superior de Investigaciones Científicas. 1956. p. 364. OCLC 29858724.
- La doctrina del gran espacio económico. Madrid: Aguilar. 1953. p. 192. OCLC 39013097.
- Una economia libre sin crisis y sin paro. Madrid: Aguilar. 1955. p. 316. OCLC 26506387.
- España y las comunidades económicas europeas. Madrid: Espasa-Calpe. 1961. OCLC 249160738.
- Functional Doctrine of Money (en inglés). Alicante: Caja Mediterráneo. 2009. p. 254. OCLC 733681881. (Revisado por Enrique Martínez García, economista de investigación del Banco de la Reserva Federal de Dallas, y traducido con María Teresa Martínez García).
- 1940: Metodología de la física experimental, sin publicar (depositado en el «Despacho-archivo» de la Universidad de Alicante)

### Conferencias publicadas
- «Fisiología del dinero (El problema del cambio)». Asociación de Derecho Internacional, Madrid. 1930.
- «Cuestiones Monetarias». Escuela de Comercio, Zaragoza. 1932. (enlace roto disponible en Internet Archive; véase el historial, la primera versión y la última).
- «La estabilidad monetaria». Asociación de Actuarios Mercantiles, Madrid. 1943. (enlace roto disponible en Internet Archive; véase el historial, la primera versión y la última).
- «La notion d'intérêt et la choix de la dimension du flux monétaire global». Institut d'Économie Appliquée, París. 1952.
- «Misión del Economista». Escuela Superior de Comercio, Madrid. 1954. (enlace roto disponible en Internet Archive; véase el historial, la primera versión y la última).
- «Libertad frente a Intervención». Academia de Ciencias Económicas y Financieras, Barcelona. 1960.

### Artículos en castellano
- «Las monedas y las cuestiones sociales». Revista Nacional de Economía: 31. 1918. (enlace roto disponible en Internet Archive; véase el historial, la primera versión y la última).
- «El problema monetario». Revista Nacional de Economía. 1921.
- «Dos cuestiones de actualidad: La ley del Banco y el Arancel». Revista Nacional de Economía (32). 1921.
- «La teoría de las disponibilidades, como interpretación de las crisis y del problema social». Revista Nacional de Economía (40): 47-72. 1922.
- «La teoría de las disponibilidades, como interpretación de las crisis y del problema social». Tipografía “La Unión”. 1923.
- «La teoría del problema social». Revista Nacional de Economía (57): 73-102. 1924. (enlace roto disponible en Internet Archive; véase el historial, la primera versión y la última).
- «Discurso sobre los cambios». Revista Nacional de Economía. 1924. (enlace roto disponible en Internet Archive; véase el historial, la primera versión y la última).
- «El ciclo económico (1º parte)». Revista Nacional de Economía (66 y 67): 3-30. 1926.
- «El ciclo económico (2ª parte)». Revista Nacional de Economía (66 y 67): 155-170. 1926.
- «El cambio, el comercio exterior y la balanza de pagos». Revista Nacional de Economía (82). 1928. (enlace roto disponible en Internet Archive; véase el historial, la primera versión y la última).
- «La técnica del retorno al patrón oro I». Revista Nacional de Economía (83). 1929. (enlace roto disponible en Internet Archive; véase el historial, la primera versión y la última).
- «La técnica del retorno al patrón oro II». Revista Nacional de Economía (84). 1929. (enlace roto disponible en Internet Archive; véase el historial, la primera versión y la última).
- «La técnica del retorno al patrón oro III». Revista Nacional de Economía (85). 1929. (enlace roto disponible en Internet Archive; véase el historial, la primera versión y la última).
- «Más sobre el patrón oro I». Revista Nacional de Economía (87). 1929. (enlace roto disponible en Internet Archive; véase el historial, la primera versión y la última).
- «Más sobre el patrón oro II». Revista Nacional de Economía (88). 1929. (enlace roto disponible en Internet Archive; véase el historial, la primera versión y la última).
- «La depreciación de la moneda española». Revista Nacional de Economía (93 y 94). 1930. (enlace roto disponible en Internet Archive; véase el historial, la primera versión y la última).
- «La cartera de fondos públicos en los Bancos centrales de emisión». Revista Nacional de Economía (102). 1932.
- «Análisis de la demanda y síntesis del mercado». Economía Española (9): 131-150. 1930.
- «Etiología de las crisis». Economía Española (13): 1-24. 1934.
- «Génesis y peripecia del ahorro». Economía Española (21): 1-24. 1934.
- «La teoría del mercado financiero». Economía Española (25): 1-30. 1935. ISSN 9946-3539. (enlace roto disponible en Internet Archive; véase el historial, la primera versión y la última).
- «Moneda y ciclo económico». Economía Española (34): 1-27. 1935. ISSN 9946-3539.
- «Sed de oro». Economía Española (38): 117-145. 1936. ISSN 9946-3539. (enlace roto disponible en Internet Archive; véase el historial, la primera versión y la última).
- «La teoría monetaria y la ecuación del mercado». Anales de la Economía (1): 35-71. 1941. ISSN 9946-3539.
- «La expresión fundamental del valor del dinero». Anales de la Economía (7 y 8). 1942.
- «La ecuación monetaria en el mundo mercantilista». Anales de la Economía (11): 215-255. 1943. ISSN 0303-9919.
- «La ecuación monetaria en una economía capitalista». Anales de la Economía (14). 1944.
- «Disquisición keynesiana». El Trimestre Económico (4): 633-651. 1943. ISSN 0041-3011.
- «Sobre la concepción keynesiana». El Trimestre Económico (4): 633-651. 1947. ISSN 0041-3011.
- «El déficit presupuestario, la inflación y Mr. Kalecki». Anales de Economía. 1947. (enlace roto disponible en Internet Archive; véase el historial, la primera versión y la última).
- «El bimetalismo. Revisión de su causa». El Trimestre Económico. 1948.
- «El profesor Pigou y el concepto de equilibrio económico». Anales de Economía. 1950.
- «¿Cuál es la corriente monetaria que mejor conviene al interés general?». Anales de Economía (46). 1952.
- «Economía métrica». Arquimedes (Instituto de Cálculo del Consejo Superior de Investigaciones Científicas). 1955.
- «El profesor Hansen explica a Keynes». Arquimedes (Instituto de Cálculo del Consejo Superior de Investigaciones Científicas). 1955. (enlace roto disponible en Internet Archive; véase el historial, la primera versión y la última).
- «El sistema financiero y las crisis». Anales de Economía (49 y 50). 1955.
- «El cómputo de la Renta Nacional». Boletín de Estadística (21). 1955.
- «De la inflación crónica a la guerra social». Anales de Economía (70). 1962.

Además de la bibliografía citada, Bernácer publicó en revistas de economía y periódicos, más de doscientos artículos breves de divulgación con el deseo de formar a la opinión pública española. Se publicaron en su mayor parte en El Economista, Madrid; Economía, Madrid; Economía Mundial, Madrid; Información, Bilbao; El Eco de la Industria, Barcelona, etc. De todos ellos hay ejemplares en el «Despacho-Archivo Germán Bernácer», en la Universidad de Alicante, y están contenidos en el CD-rom de su obra, editado por CAM.

### Artículos en italiano
- «Le fluttuazione economiche: loro cause e loro effetti». Moneta e Crédito, Roma (4). 1948. (enlace roto disponible en Internet Archive; véase el historial, la primera versión y la última).
- «Il concetto distatico e dinàmico nella'economia». Moneta e Crédito, Roma (7). 1949.
- «Analisi del mercato finanziario». Moneta e Crédito, Roma (13). 1951.
- «Osservazioni sulle Teorie dell'interesse». Moneta e Crédito, Roma. 1953.
- «Teoria e politica dell'interesse del capitale». Rivista Bancaria, Milano. 1955.
- «La tendenze restrittive dell'Economia Capitalista». Rivista Bancaria, Milano. 1956.
- «Stabilità monetarie contro pieno impiego (una teoria dell'inflazione secolare)». Rivista Bancaria, Milano. 1957. Archivado desde el original el 9 de mayo de 2006. Consultado el 21 de marzo de 2013.
- «La disoccupazione: problema artificiale (in rapporto a produzione rispermio e consumo)». Rivista Bancaria, Milano. 1959. Archivado desde el original el 9 de mayo de 2006.
- «La comunità economiche e il-regime dei cambi». Rivista Bancaria, Milano. 1962. Archivado desde el original el 9 de mayo de 2006.
- «Brevi note sulle basi di una nuova economia». Rivista Bancaria, Milano. 1964. Archivado desde el original el 9 de mayo de 2006.

### Artículos en alemán
- «Kapitalismus und Kapital». Weltwirtschaftliches Archiv, Kiel. 1941. (enlace roto disponible en Internet Archive; véase el historial, la primera versión y la última).
- «Die Grundgleichung des Geldwertes». Weltwirtschaftliches Archiv, Kiel. 1942. (enlace roto disponible en Internet Archive; véase el historial, la primera versión y la última).
- «Die Geldgleichung unter merkantilistischen Bedingungen». Weltwirtschaftliches Archiv, Kiel. 1943. (enlace roto disponible en Internet Archive; véase el historial, la primera versión y la última).
- «Der Preis des Geldes (Theorie des Zinses)». Schmollers Jahrbuch, Berlin (64): 2. 1943. (enlace roto disponible en Internet Archive; véase el historial, la primera versión y la última).
- «Der ökonomische kreislauf». Schmollers Jahrbuch, Berlin. 1943. (enlace roto disponible en Internet Archive; véase el historial, la primera versión y la última).
- «Der Preis des Geldes und der Ökonomische Kreislauf». Schmollers Jahrbuch, Berlin (67): 6. 1943. (enlace roto disponible en Internet Archive; véase el historial, la primera versión y la última).
- «Der Preis des Geldes (Theorie des Zinses)». Schmollers Jahrbuch, Berlin (67): 2. 1943. (enlace roto disponible en Internet Archive; véase el historial, la primera versión y la última).
- «Die Geldgleichung eines Kapitalistischen Wirtschaft». Weltwirtschaftliches Archiv, Kiel. 1944. (enlace roto disponible en Internet Archive; véase el historial, la primera versión y la última).
- «Der Begriff des Geldes». Jahrbuch für Sozialwissenschaft, Gotinga. 1950. (enlace roto disponible en Internet Archive; véase el historial, la primera versión y la última).
- «Der Begriff des Geldes». Zeitschrift fun die gesamte Staatswissenchaft, Tubinga. 1952.
- «Keynes Liquidatätspräferenz». Schmollers Jahrbuch, Berlín. 1953.
- «Sparen, Kapital und zins». Kyklos, Berna (2): 6. 1954. (enlace roto disponible en Internet Archive; véase el historial, la primera versión y la última).
- «Die einschrarankenden Tendenzen der Kapitalischen Wirtschaft». Schmollers Jahrbuch, Berlin (76): 6. 1956.
- «Monetäire Stabilität gegen Vollbeschäftigung. Theorie des Sakularen Inflation». Schmollers Jahrbuch, Berlin (78): 1. 1956.

### Artículos en inglés

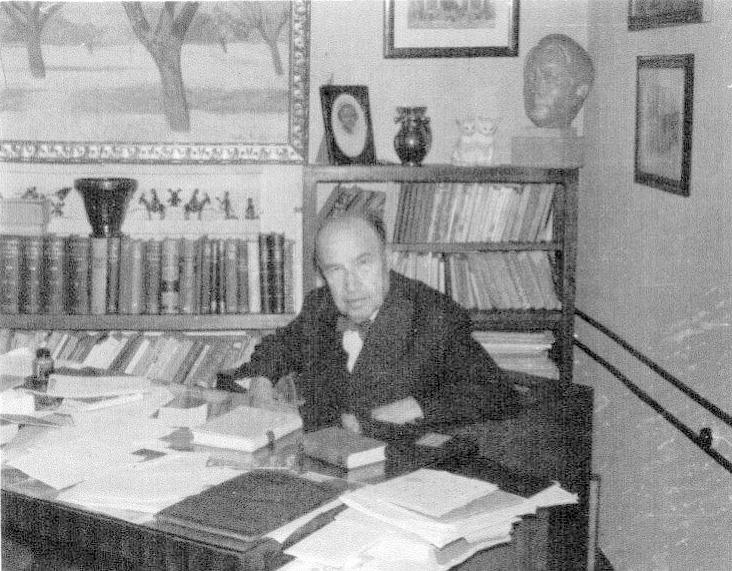
Germán Bernácer en el despacho de su casa en Madrid

- «Spanish Contribution to the Theory of Fluctuations». Económica, Cambridge. 1940.
- «Money and Freedom». Kyklos, Berna. 1950. (enlace roto disponible en Internet Archive; véase el historial, la primera versión y la última).
- «A Contribution to the Theory of the Trade Cycles». Kyklos, Berna. 1951.

### Artículos en francés
- «Le circuit monetaire et l'avantage collectif». Économie Appliquée, Paris. 1952.

## Trabajos sobre su Obra
Casi coincidiendo con el fallecimiento de Germán Bernácer, el economista francés Dr. Henri Savall, de la Universidad de Lyon, elaboró una tesis doctoral sobre las investigaciones del economista español, con quien alcanzó a mantener una brevísima correspondencia. La tesis fue publicada unos años más tarde por la Editorial Dalloz (París, 1975), bajo el título G. Bernácer. L’Hétérodoxie en Science Economique y bajo los auspicios del Centre National de la Recherche Scientifique (en 1983 se publicó la versión en español por el Instituto de Estudios Alicantinos, y en 2012 se reeditó).

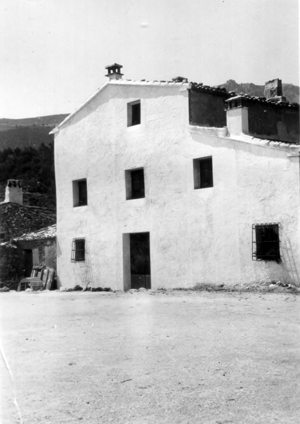
Masía Clot del Pi, frente a Guadalest en Alicante donde Germán Bernácer pasaba pequeñas temporadas

Años más tarde y coincidiendo con el centenario de su nacimiento, se publicaron numerosos trabajos de economistas españoles y extranjeros (recopilados en su mayor parte por la Revista Hacienda Pública Española, número 81, 1983) y algunos libros: Germán Bernácer, un economista anticipativo, del profesor Gumersindo Ruiz, de la Universidad de Málaga, Editorial Pirámide, 1983; una biografía bajo el título Perfil Humano de Germán Bernácer por Oliver Narbona, 1983; la ya citada versión en español del profesor Henri Savall; y la obra titulada El origen de la Macroeconomía en España. Polémica Keynes-Bernácer, del profesor José Villacís (Editorial Paraninfo, 1993; de esta obra se ha realizado recientemente una traducción al inglés prologada por el economista y premio Nobel Samuelson.).
También el economista inglés John Presley, que había estudiado la obra de Keynes y sus diferencias con Robertson, decidió hacer un estudio profundo al respecto. Formó un equipo de especialistas que trabajaron en el King’s College de la Universidad de Cambridge y viajaron a Alicante para examinar en el Despacho-Archivo Germán Bernácer» de la Universidad de Alicante, la correspondencia de «Bernácer con Robertson y varios economistas contemporáneos. Resultado de esto, fue un trabajo titulado «Cambridge and the Spanish Connection: The Contribution of Germán Bernácer» en la revista History of Political Economy de la Universidad de Duke, EE. UU., lo que no estuvo exento de dificultades pues el Advisory Board de esa revista no aceptaba la publicación hasta tanto no se probase que el economista español se había adelantado (1922) en la formulación matemática que aparecía en la obra A Treatise on Money de 1930. Bernácer había indicado, al leer en 1931 dicha obra, que ésta contenía una ecuación equivalente a la publicada por él en su artículo de 1922. Este hecho lo había informado en un artículo publicado en dos revistas, en catalán, que por lo avatares de la Guerra Civil habían desaparecido. Se organizó una búsqueda nacional y finalmente el profesor Brañas, de la Universidad de Granada, encontró el número de la revista Economía y Finanzas«. El trabajo se publicó finalmente y es el primero en los EE. UU. que da una visión completa de las teorías de Bernácer en inglés. Posteriormente apareció un extenso análisis de su obra en The New Palgrave Dictionary of Economics (2008), escrito por el economista Mauro Boianosvski, quien formó parte del grupo de John Presley.
En honor a Germán Bernácer, el Observatorio del Banco Central Europeo (OBCE) y la Caja de Ahorros del Mediterráneo (CAM) han establecido el Premio Bernácer que se concede anualmente a un economista menor de 40 años, de un país de la UEM europea y que haya realizado contribuciones destacadas en el terreno de la macroeconomía y las finanzas.
Todos los recientes estudios sobre la obra de Bernácer ponen de manifiesto la vigencia actual de sus teorías, como refleja el artículo de Rafael Cid en el Monde Diplomatique, «Germán Bernácer y las Crisis económicas (El percusor español de Keynes)», donde destaca las previsiones de Bernácer sobre los riesgos que entraña una generalización exponencial del interés del capital no productivo propuesto por Keynes.
De la misma forma la mayoría de estos trabajos subrayan la influencia de sus teorías en el desarrollo de la obra de Keynes. Así, «El español y la ciencia económica. Keynes (1883-1946) en Madrid», de Arturo Pina González, donde relata la visita de Keynes a Madrid, su breve encuentro con Bernácer y donde, a través de varios testimonios, Keynes expresa su admiración por la obra del alicantino.
En 2009 se publica la traducción al inglés de la segunda edición revisada de La doctrina funcional del dinero (1956) por Enrique Martínez García, economista de investigación del Banco de la Reserva Federal de Dallas, y traducido con María Teresa Martínez García. Functional Doctrine of Money ha sido publicado por la CAM.

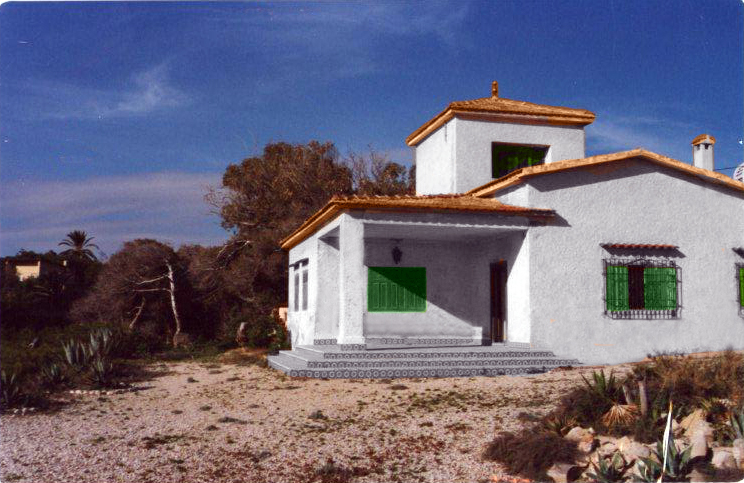
Casa de la Playa de San Juan (Alicante) donde Bernácer hizo gran parte de su trabajo

El catedrático Jesús Prados Arrarte cita en su Tratado de Economía Política (1983) la aportación de Bernácer a la teoría de los ciclos. Prados apreció la teoría monetaria de Bernácer, opinión que según él, también compartían los economistas François Perroux y Jacques Rueff. Fue Prados Arrarte quien presentó, durante un congreso bancario en Granada, en 1954, Dennis Robertson a Germán Bernácer.
LaEnciclopédie de l´économie, de Larousse, dedica 14 páginas a Bernácer y el Petit Larousse Ilustre, edición de 1988, cita a Bernácer, al señalar: «on lui doit d´importantes contributions à la science economique qui annoncen de travaux de Keynes».
En 1965 Rafael Olarra Jiménez publica su libro El dinero y las estructuras monetarias (Editorial Aguilar Argentina), con el que expandió la «Teoría de la disponibilidad» de Bernácer entre los economistas de Latinoamérica.

## Otras Obras de Consulta
- Savall, Henri (1975). G. Bernacer: économiste espagnol contemporain: l'hétérodoxie en science économique (en francés). Paris: Dalloz. ISBN 9782247004188. OCLC 370740509.
- Savall, Henri (1983). :Germán Bernácer: la heterodoxia en la economía (1ª edición). Alicante: Publicaciones del Instituto de Estudios Alicantinos. ISBN 9788400055189. OCLC 26655685.
- Ruiz Bravo, Gumersindo (1984). Germán Bernácer, un economista anticipativo. Madrid: Pirámide. ISBN 9788436802399. OCLC 12286256.
- Villacís González, José (1993). El origen de la Macroeconomía en España, Polémica Keynes-Bernácer. Madrid: Paraninfo. ISBN 9788428319409. OCLC 30786727. (Traducido al ingles prologado por el economista y premio Nobel Samuelson).
- Pina González, Arturo (2002). El español y la ciencia económica. Keynes (1883-1946) en Madrid. Madrid: Boletín Economico del ICE. ISSN 0214-8307.
- Prados Arrarte, Jesús (1978). Tratado de Economía Política (en español (spa)). Madrid: Universidad Complutense, Facultad de Derecho, Sección de Publicaciones,. OCLC 7731399.
- Encyclopedie De L'economie: Le Present En Question (en francés). Larouse,. 1978. ISBN 9782030701034.
- Olarra Jiménez, Rafael (1965). «El dinero y las estructuras monetarias». Aguilar, Buenos Aires (en español (spa)). OCLC 3051021. (enlace roto disponible en Internet Archive; véase el historial, la primera versión y la última).
- López Moreno, Marcial-Jesús (1983). «Sobre mis recuerdos de Germán Bernácer Tormo». Hacienda Pública Española (81): 19-28. ISSN 0210-1173.
- Almenar Palau, Salvador (1983). «Bernácer, Roberston, Keynes: Una encrucijada de la teoría del desequilibrio económico». Hacienda Pública Española (81): 29-41. ISSN 0210-1173.
- Domínguez Del Brio, Francisco (1983). «El coste del crédito, la tasa de crecimiento y el déficit público». Hacienda Pública Española (81): 43-50. ISSN 0210-1173.
- Fernández Díaz, Andrés (1983). «Una reconsideración de la inflación con estancamiento a la luz de la teoría Bernaceriana». Hacienda Pública Española (81): 51-70. ISSN 0210-1173.
- Gámir Casares, Luis (1983). «A propósito de algunas ideas de Bernacer». Hacienda Pública Española (81): 83-91. ISSN 0210-1173.
- Hortalá Arau, Juan (1983). «El juicio de Germán Bernácer sobre la valoración de la peseta (1928-1930)». Hacienda Pública Española (81): 93-99. ISSN 0210-1173.
- Hortalá Arau, Juan (1983). «Bernácer, un precursor». Hacienda Pública Española (81): 101-107. ISSN 0210-1173.
- Martín Aceña, Pablo (1983). «Germán Bernácer y el servicio de estudios del Banco de España». Hacienda Pública Española (81): 117-128. ISSN 0210-1173.
- Martínez Pérez, Alicia (1983). «Germán Bernácer y la ciencia económica moderna». Hacienda Pública Española (81): 117-128. ISSN 0210-1173.
- Prados Arrate, Jesús (1983). «Germán Bernácer y los ciclos económicos». Hacienda Pública Española (81): 129-134. ISSN 0210-1173.
- Ruiz Bravo, Gumersindo (1983). «Inflación, cuantitativismo y política monetaria». Hacienda Pública Española (81): 135-154. ISSN 0210-1173.
- Ruiz Bravo, Gumersindo (1983). «Equilibrio exterior y determinación del tipo de cambio en la obra de German Bernacer». Hacienda Pública Española (81): 155-165. ISSN 0210-1173.
- Villacís González, José (1983). «La teoría del interés y del dinero en German Bernacer». Hacienda Pública Española (81): 167-193. ISSN 0210-1173.
- Ruiz Bravo, Gumersindo (1983). «Introducción a una selección de la obra de Germán Bernácer». Hacienda Pública Española (81): 231-240. ISSN 0210-1173.